# 1319
1319 (MCCCXIX) fue un año común comenzado en lunes del calendario juliano.

## Acontecimientos
- Jaime II de Aragón declara la unión indisoluble entre los reinos de Aragón, Valencia, el condado de Barcelona y resto de condados catalanes.
- Magnus Birgersson es elegido rey en la Piedra de Mora
- Galicia - Movimientos comunales en Mondoñedo y Vivero contra el obispo.
- Desastre de la Vega de Granada - Derrota del ejército castellano-leonés en el Cerro de los Infantes, cerca de Pinos Puente, municipio situado en la provincia de Granada. En el desastre perdieron la vida el infante Juan de Castilla el de Tarifa y el infante Pedro de Castilla, tutores del rey Alfonso XI de Castilla durante su minoría de edad.

## Nacimientos
- 26 de abril - Juan II de Francia, rey de Francia.
- 5 de octubre - Pedro IV, rey de Aragón

## Fallecimientos
- 25 de junio - Infante Pedro de Castilla, hijo de Sancho IV de Castilla. Falleció en el Desastre de la Vega de Granada.
- 25 de junio - Infante Juan de Castilla el de Tarifa, hijo de Alfonso X de Castilla. Falleció en el Desastre de la Vega de Granada.